# Westia permagna
Westia permagna is een vlinder uit de familie van de zakjesdragers (Psychidae). De wetenschappelijke naam van de soort is voor het eerst geldig gepubliceerd in 2009 door Thomas Sobczyk.
De mannetjesvlinder heeft een spanwijdte van 29 tot 30 millimeter, het vrouwtje van 45 tot 59 millimeter. Het is de grootst bekende spanwijdte voor een zakjesdrager.
De soort is alleen waargenomen in Indonesië op het eiland Sulawesi.